# O Embaixador The Legacy
O Embaixador - The Legacy é o oitavo álbum ao vivo do cantor e compositor  brasileiro sertanejo Gusttavo Lima, lançado pela gravadora Sony Music em 4 de fevereiro de 2021.
Foi um dos álbuns mais comentados do ano, devido ao cenário pré histórico.

## Sobre o álbum

### Gravação
O projeto foi gravado durante a pandemia, no dia 28 de julho de 2020, na Villa Cavalcare, em Goiânia (GO). A gravação durou 3 horas e meia. A preparação do cenário demorou 26 dias para chegar ao apresentado no DVD, com cenário inspirado na série de TV Game Of Thrones (2011-2019).

### Lançamento
Em setembro de 2020, é lançado o primeiro single De Menina Pra Mulher, em ritmo da tradicional bachata, marco da carreira do cantor mineiro. Um fato curioso é que a primeira gravação dessa música, anterior a de Gusttavo, é do cantor Jefferson Moraes.
Repertório incrível, cenário impecável e arranjos fantásticos. Pena não ter público por causa do momento que enfrentamos. Cantei como se tivesse 100 mil pessoas na minha frente!
No dia 19 de novembro, é lançada a primeira parte do álbum, em EP, chamada de The Legacy: Season 1, até que, finalmente, em 4 de fevereiro de 2021, é lançado o álbum completo, com 13 faixas.

## Faixas

### Repertório do disco
Neste álbum, Gusttavo Lima regravou sucessos de outros artistas, como De Menina Pra Mulher, de Jefferson Moraes, Espetinho, da dupla Os Parazim, Duas da Manhã, de Maycon & Vinícius e, por fim, regravou sua própria canção 60 Segundos, introduzida no álbum Gusttavo Lima e Você, de 2011, todas essas em ritmo de bachata. No começo de 2021, durante o lançamento do álbum, "rolaram" questionamentos sobre o Gusttavo Lima apostar na "pisadinha" com as canções Balada no Buteco e Fala Comigo. Também foram incluídas músicas românticas, como Café e Amor e Até Ontem.

### Lista de faixas
| N.º            | Título                             | Compositor(es)                                                                   | Duração |  |
| 1.             | "De Menina Pra Mulher"             | Thawan Alves / Thales Gui / Vinni Miranda / Gui Prado / Allef Rodrigues          | 3:28    |  |
| 2.             | "Café E Amor"                      | Gabriel Vittor / Normani Pelegrini / Rodolfo Alessi / Miguell                    | 3:24    |  |
| 3.             | "Tudo Que Eu Queria"               | Raphael Moura / Silvio Rodrigues                                                 | 2:58    |  |
| 4.             | "Tô Torcendo"                      | Thamara Castro / Felipe Marins / Paulinha Copetti                                | 2:45    |  |
| 5.             | "Espetinho"                        | Os Parazim / Pacheco / Junior Silva                                              | 2:51    |  |
| 6.             | "Vingadora" (part. Bruno & Denner) | Denner Ferrari / Moura / Tunico / Leandro Rojas                                  | 2:45    |  |
| 7.             | "Balada do Buteco"                 | Junior Gomes / Renno Poeta / De Ângelo                                           | 2:45    |  |
| 8.             | "Super Ex"                         | Denner Ferrari / Fabrício Fafá / Gui Prado / Paulo Motta                         | 2:51    |  |
| 9.             | "Fala Comigo"                      | Jan Borgges / Gusttavo Lima / Reinaldo Meirelles / Waléria Leão                  | 2:20    |  |
| 10.            | "Duas da Manhã"                    | Maycon & Vinícius / Silvio Rodrigues                                             | 3:40    |  |
| 11.            | "Acabou"                           | Jujuba / Hiago Nobre / Xuxinha / Bruninho Moral / Denner Ferrari / Gusttavo Lima | 3:22    |  |
| 12.            | "Até Ontem"                        | Waléria Leão / Dayana Camargo / Isabella Resende / Lara Menezes / Denner Ferrari | 3:10    |  |
| 13.            | "60 Segundos"                      | Pedro Eduardo                                                                    | 3:03    |  |
| Duração total: | Duração total:                     | Duração total:                                                                   | 39:22   |  |

## Controvérsias

### Café e Amor
No dia do lançamento de Café e Amor em todas as plataformas digitais, Gusttavo Lima anuncia término de seu casamento com Andressa Suita, fazendo com que a música fosse apontada por muitos como "estratégia de marketing" para promover o caso polêmico.
"Melhor terminar
Cada um por si
Um ponto final
Ás vezes é o começo e não o fim
Melhor terminar
Não tem mais arrepio
Café e amor
São duas coisas que não servem frio"
O cantor negou as acusações, dizendo: 
"Não sou desse tipo que faz tudo pelo sucesso. Ainda mais com um casamento, pelo amor de Deus. Estou muito triste por tudo o que está acontecendo"
O que não demorou pra acontecer foi que as pessoas compararam Gusttavo com a cantora Luísa Sonza, que também teve caso de separação e lançamento de música na mesma época. Em menos de uma semana, fãs da cantora começaram a levantar tag no Twitter, bastante incomodados na maneira com que o divórcio do sertanejo estava sendo levado de uma maneira mais tranquila que a separação da cantora com Whindersson Nunes e o namoro dela com Vitão. Até o youtuber Felipe Neto, por seu posicionamento forte, sua declaração chamou a atenção dos internautas.
"Uma dúvida… Vai rolar campanha de dislike em massa nos clipes do Gusttavo Lima por terminar o casamento sob acusações de traição? Ou é só contra mulher mesmo? Só para eu entender…”

### Balada no Buteco
O jornalista Mauro Ferreira, no portal G1, "soltou o verbo" sobre o lançamento da música Balada no Buteco, que, segundo ele, foi lançada "na pior hora possível".
"Na semana em que o Brasil atinge a triste marca de 200 mil mortos por covid-19 e que a pandemia avança sem controle, com a população ainda à espera da vacina, Gusttavo reaparece com música que narra, com versos simplórios, a curtição na sexta-feira (“com 's' de superar”) de cara que, após brigar com a mulher, vai para o bar beijar e tomar todas. (...) Neste momento em que a população do Brasil precisa se conscientizar da necessidade do isolamento social para frear o avanço da pandemia, o lançamento do single Balada do buteco é inoportuno. Até porque Gusttavo Lima é um dos cantores mais populares do Brasil na atualidade, com cifras recordistas em números de visualizações e streamings em plataformas musicais. Ou seja, a gravação vai atingir inevitavelmente grande parte da população. Faltou discernimento ao artista e à gravadora Sony Music, para dizer o mínimo."
Um dos trechos iniciais da música dizia:
"Tudo organizado, reservei a mesa
Já tá encostando um caminhão de Bohemia
Minha ex tá louca, não para de ligar
Que hoje é sexta-feira com
S de superar"
(...)
"Dorme bebezinha
Porque hoje eu vou curtir
Ontem eu prestava, hoje eu já não presto
Troquei minha ex pela balada do buteco"
Como esperado, muitos fãs foram defender o cantor no Twitter, e o mesmo respondeu:
"Não espere pela aprovação de ninguém, ok? Você só é responsável pelo que você faz, fala, e pelo que emite… E não pelo que as pessoas opinam ao seu respeito. Igual massa de pão, quanto mais bate…”.

## Ficha técnica
Produção Musical: Gusttavo Lima e Reinaldo Meirelles
Mixagem e Masterização: Rafael Vargas
Direção de vídeo: Anselmo Troncoso
Gravadora: Sony Music